# Schloss Bützow
Der bischöfliche Palas, auch: Schloss Bützow, befindet sich am ursprünglichen Burghof der einstigen Bischofsburg – einer mittelalterlichen Niederungsburganlage, die im 13. Jahrhundert erbaut wurde. Im Laufe des 16. Jahrhunderts wurde der Palas zu einem Renaissanceschloss umgestaltet und diente fortan als herzögliche Nebenresidenz des Ulrich, Herzog zu Mecklenburg. Heute liegt er am Schlossplatz in der Stadt Bützow im Landkreis Rostock, Mecklenburg

## Geschichte
Um 1180 wurde Bützow unter Bischof Berno bischöfliche Residenz des Bistums Schwerin und blieb es bis zur Reformation. 1249 bestieg Rudolph I. den Schweriner Bischofsstuhl. Dieser ließ sogleich die Stadt Bützow mit einer Wallanlage befestigen und um 1252 eine neue Burganlage mit festem Schloss an der Stadt errichten. Aus dieser Zeit stammt die gotische kreuzrippengewölbte Kapelle, die bis zum Jahr 2000 das Heimatmuseum beherbergte.
Die Güter und auch die Bischofsburg wurden Anfang des 14. Jahrhunderts an die Familie von Bülow verpfändet. Erst dem Schweriner Bischof Albrecht von Sternberg gelang es im Jahr 1357, nachdem er mehrere Mitglieder der Familie von Bülow mit dem Bann belegt hatte, im Juni 1363 zum Vergleich zu kommen. Darin gestand er dem Hause Bülow die bischöflichen Residenzen in Bützow und Warin zu.
Das Stift Bützow ging im Zuge der Reformation im Jahr 1540 an Herzog Ulrich von Mecklenburg als Stiftsadministrator. Dieser baute die Burg 1556 zu einem Renaissanceschloss um, an der Fassade sind noch steinerne Wappentafeln von ihm und seiner Frau Elisabeth von Dänemark zu sehen; das Schloss war wohl als Wittum für sie vorgesehen, doch starb sie bereits 1586, lange vor ihrem Mann. Sie stiftete aber in Bützow (wie an etlichen anderen Orten) ein fürstliches Armenhaus und Hospital. Das Schloss diente dann dem Stiftshauptmann zu Bützow Jürgen Wackerbarth als Sitz und ab 1713 der Herzogin Sophie-Charlotte als Witwensitz, bis sie 1749 verstarb.
Im Herbst 1760 wurde durch Herzog Friedrich von Mecklenburg (1756–1785) die Friedrichs-Universität Bützow und das Pädagogium Bützow gegründet, die teilweise im Schloss untergebracht waren. Das Pädagogium löste sich 1780 wieder auf und im April 1789 wurde die Universität wieder mit der Universität Rostock vereinigt und damit in Bützow aufgelöst.
Von 1812 bis 1879 war das Criminal-Collegium Bützow (Untersuchungsgericht und Untersuchungsgefängnis) im Schloss angesiedelt. Im Jahr 1910/1911 wurde das Schloss restauriert und umgebaut. Den Auftrag dazu erhielt der Oberlandbaumeister Adolf Prahst. Teile des Schlosses wurden abgerissen. Nach dem Zweiten Weltkrieg, während der DDR-Zeit, waren in dem Gebäude ab 1966 das Heimatmuseum Bützow (Kreismuseum) im linken Teil in der Beletage, zweites Obergeschoss und in der gotischen Schlosskapelle. Im rechten Teil des Schlosses befand sich im zweiten Obergeschoss die Stadtbibliothek und im dritten Obergeschoss die Abteilung Kultur vom Rat des Kreises Bützow, später auch kurz die Musikschule. Am 9. Dezember 1983 wurde im rechten Teil, die HO Gaststätte „Schloßkeller“ im Kellergewölbe eröffnet. Nach der Wende stand das Gebäude leer und wurde erstmals 1993 und dann noch einmal 2001 an private Investoren verkauft. Im Jahr 2010 begann die tiefgreifende Renovierung des Schlosses. Es sollte als Wohngebäude genutzt werden.

## Baugeschichte und Architektur
Der ursprüngliche Palas ist seit dem Umbau 1910/1911 ein schlichter, dreigeschossiger Putzbau mit hohem Satteldach. Die Grundmauern sowie die ehemalige gotische Kapelle im Erdgeschoss, die in zwei Joch-Kreuzrippengewölben ausgeführt ist, stammen aus dem 13. oder 14. Jahrhundert.
Im 16. Jahrhundert begann der Umbau zum Renaissanceschloss, wobei die linken Vorbauten an der dem Schlossplatz zugewandten Fassade, als Treppenturm konzipiert, errichtet wurden. Nach 1566, als das Gebäude in eine herzogliche Residenz umgewandelt wurde, erhielt dieser Bauabschnitt einen schlicht gegliederten Giebel, der das Gesamtbild vollendete. Auf der Nordostseite befindet sich ein vorgelagerter Treppenturm mit einem behelmten Abschluss, der das Erscheinungsbild des Schlosses prägt. Der an der Südseite gelegene Eckturm wurde im Zuge des Umbaus in den Jahren 1910/11 hinzugefügt.
Der ursprüngliche Gebäudekern bestand aus einem dreigeschossigen Zentralbau, der in fünf Achsen angeordnet war und von einem Satteldach bedeckt wurde. Die Seitenfront zur Straße war mit gotischen Fenstern gestaltet, während das Dach beiderseits mit Schleppgauben versehen war. Im linken Bereich befand sich ein vorgesetzter Trakt mit einem Volutengiebel, der von mehreren Gurtgesimsen akzentuiert wurde. Der viergeschossige, polygonale Treppenturm, der mit einer Helmhaube abschloss, zeigte entsprechend der inneren Treppenführung schmale, kielbogige Fenster, die bis zur dritten Etage reichten. Über den Terrakotta-Reliefs im Giebel des Seitentrakts war noch eine Schrifttafel mit Wappen sichtbar. Das Mitteltor war über eine schmale Freitreppe mit Rundbogentür zugänglich; zwei weitere Eingänge lagen ebenerdig. Beidseitig des Renaissance-Turms befanden sich schmale Luken in zweireihiger Anordnung. An der hinteren Gebäudeecke ragte ein schmaler, den Dachboden überragender Viereckturm mit Zeltdach hervor, verziert mit breiten Gurtgesimsen und ornamentaler Gestaltung.
Von der ursprünglichen Inneneinrichtung sind nach dem Umbau kaum Reste erhalten geblieben. Die ursprünglich holzvertäfelten und bemalten Decken wurden durch Stahlbetondecken ersetzt. Am Nordteil des östlichen Flügels sind Wappen und ein Terrakottenschmuckfries zu sehen.

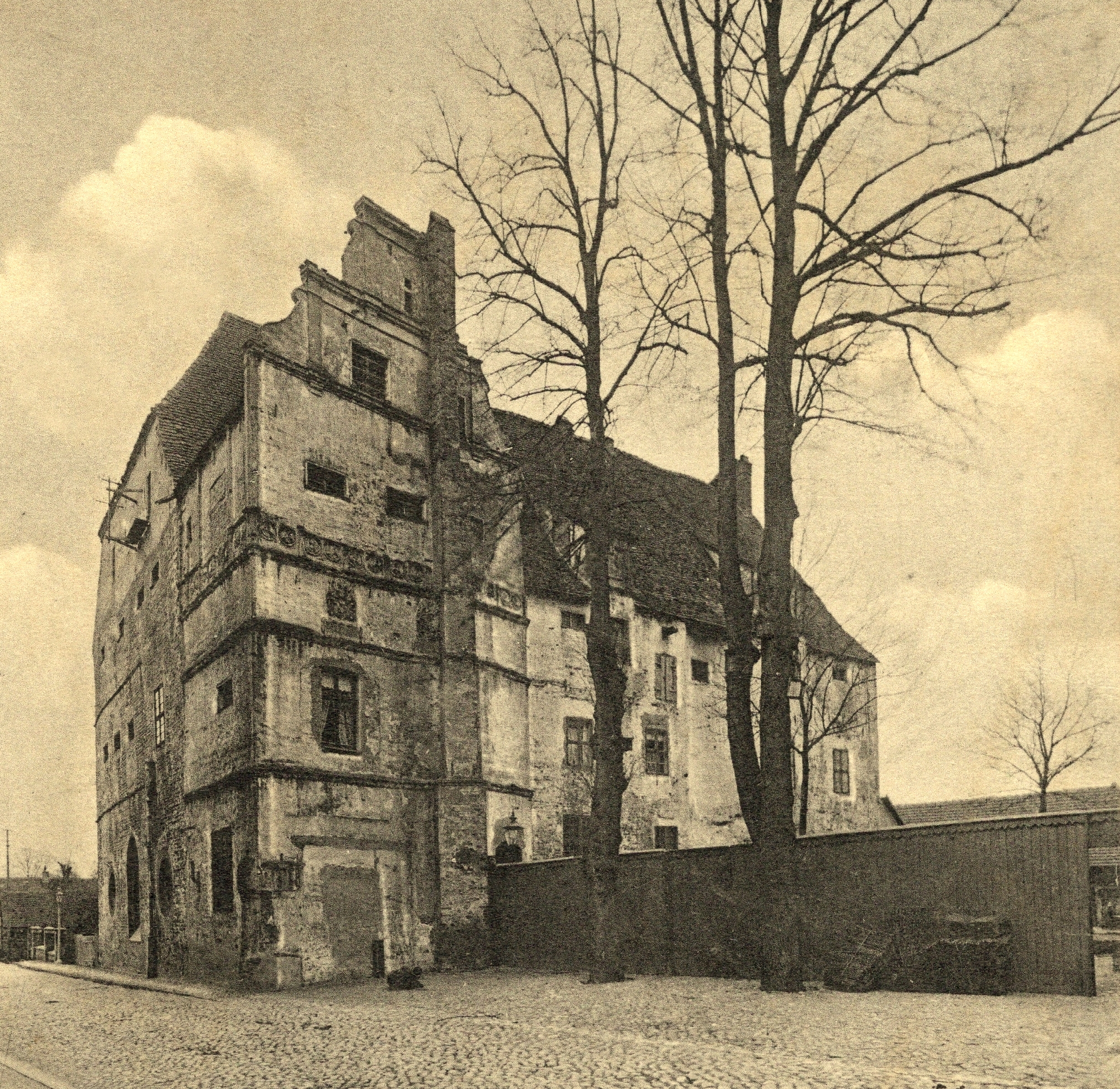
1890
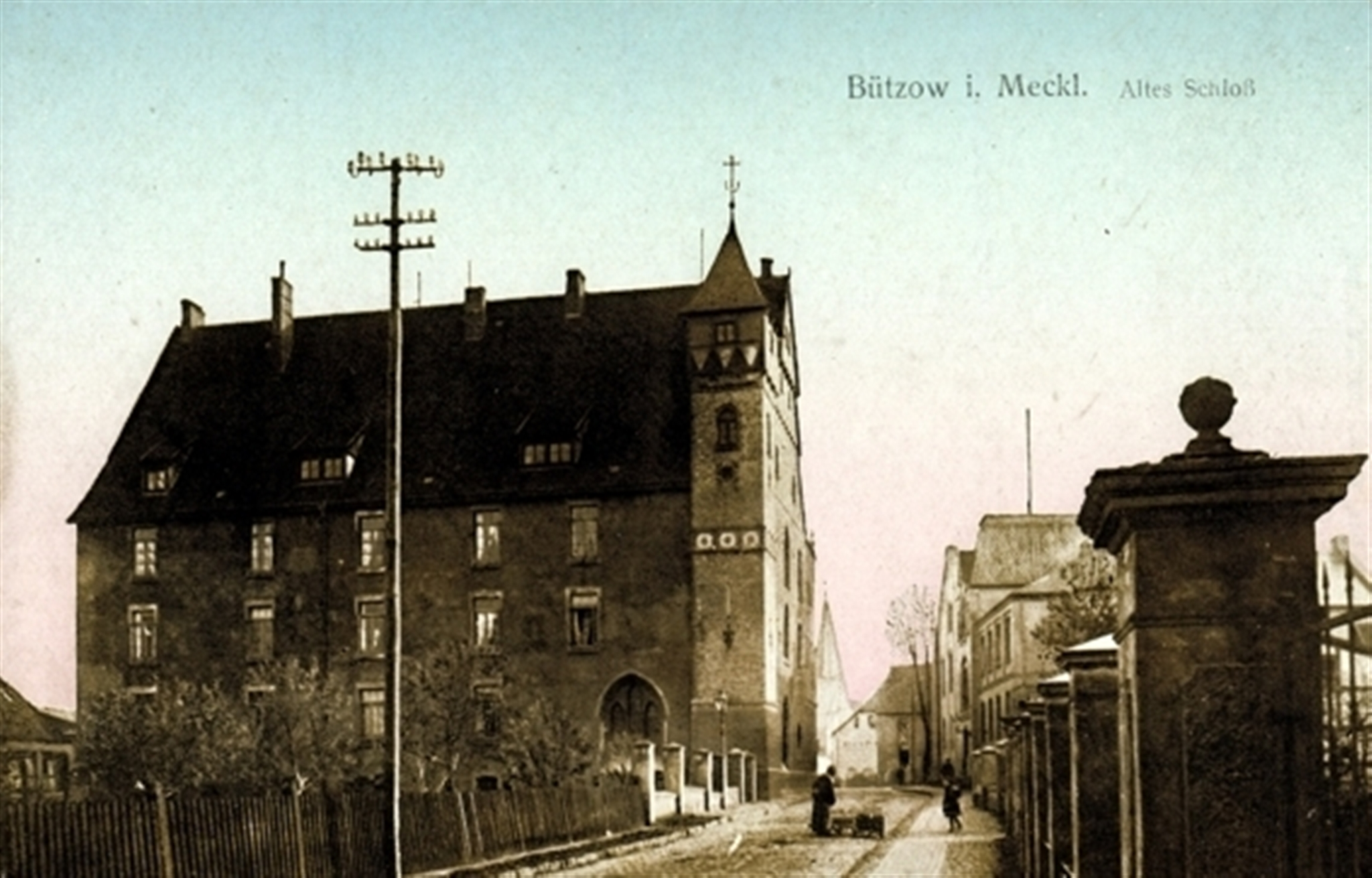
1918
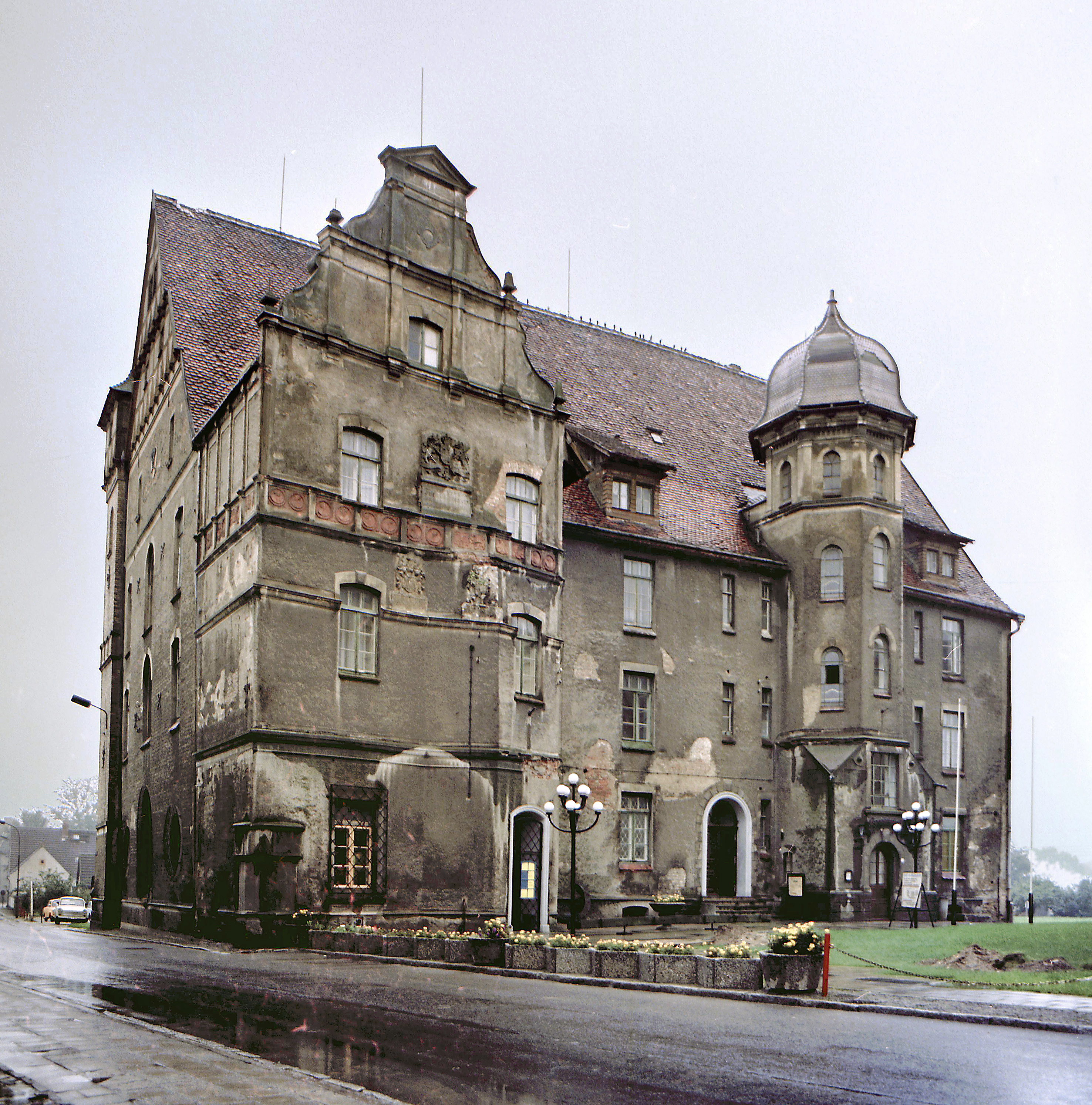
1987
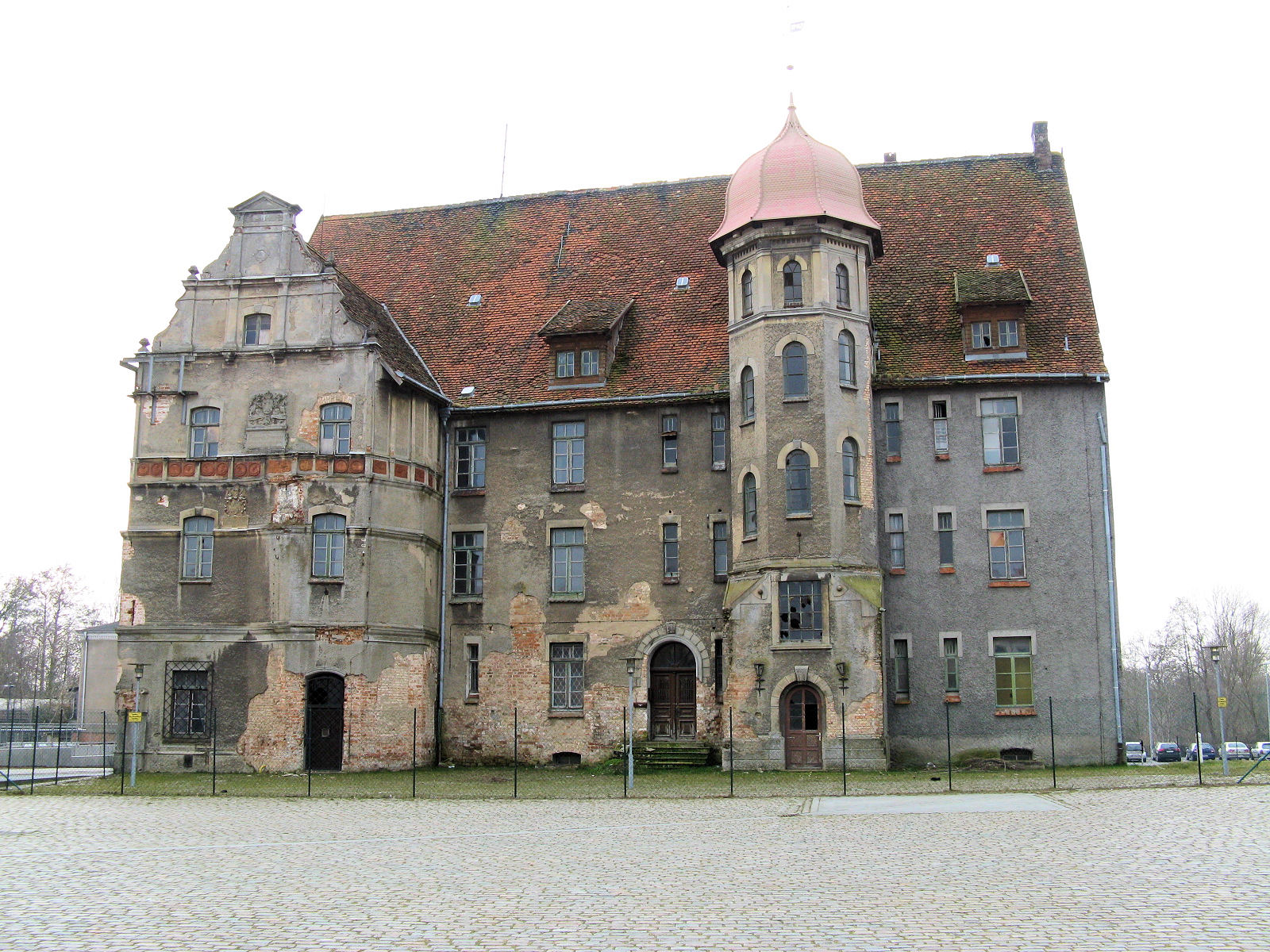
Frühjahr 2009
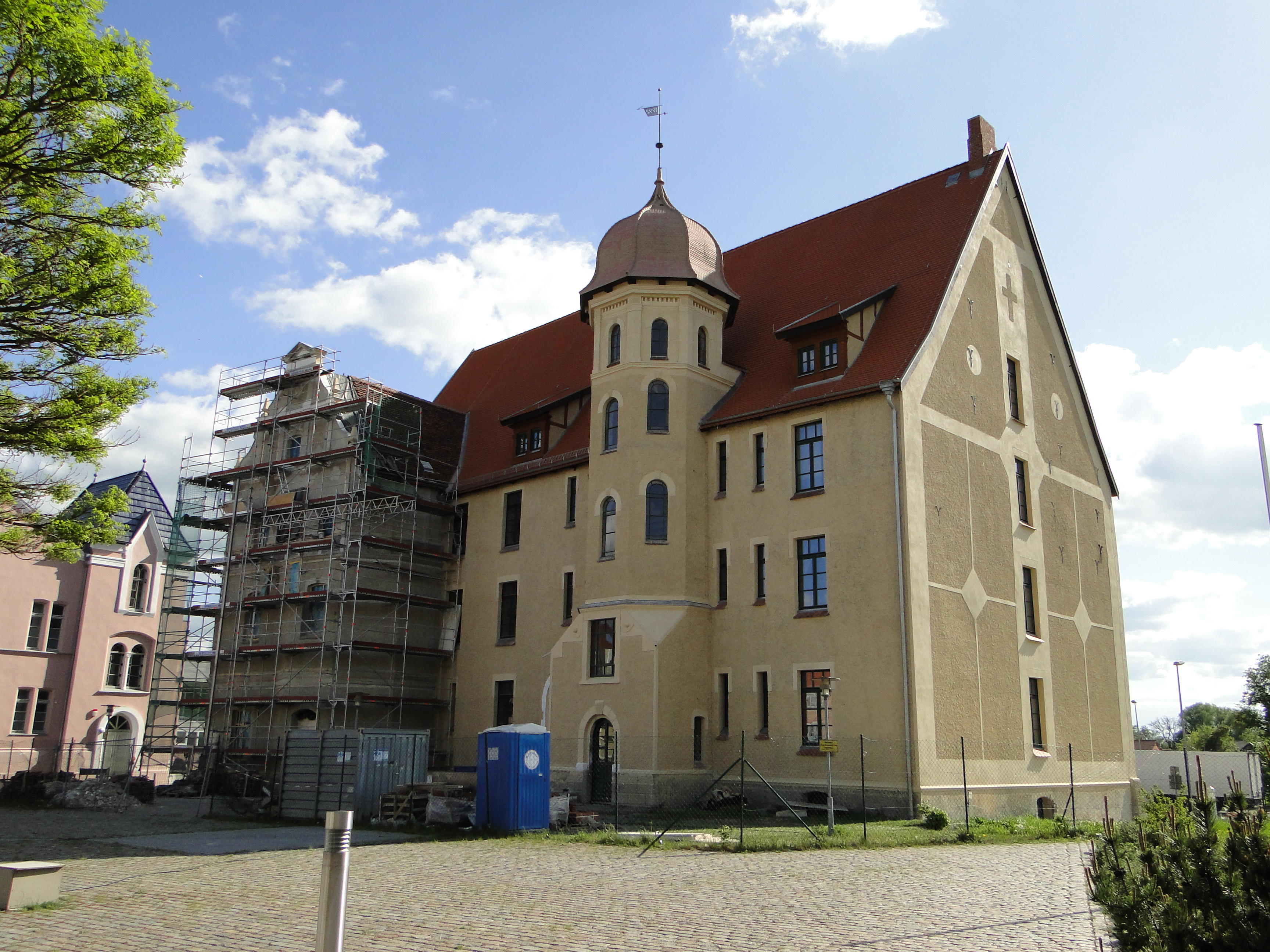
Sanierung im Mai 2012
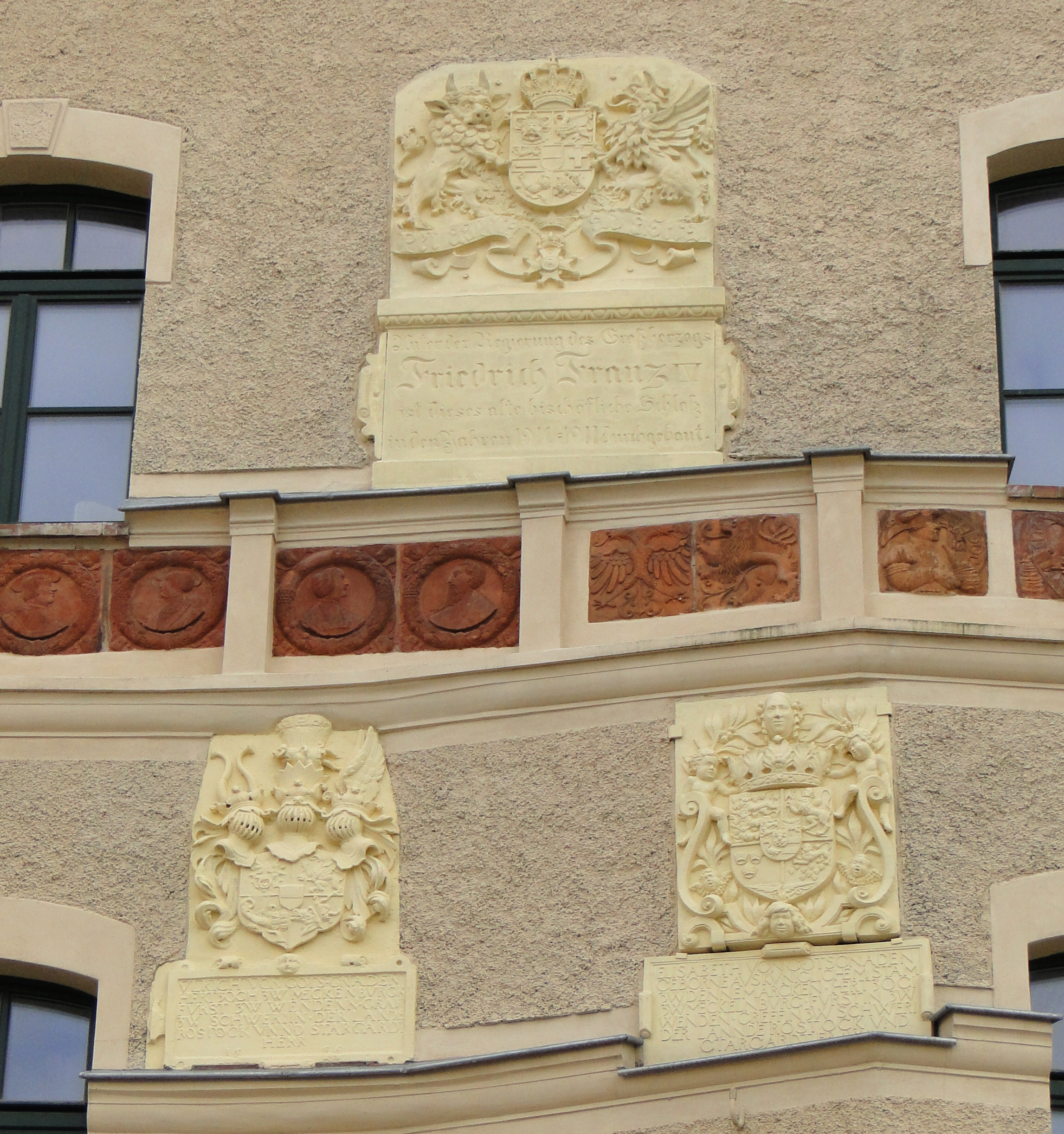
Terracottafries des Statius von Düren 2014